# Jürgen Bohn
Jürgen Bohn (* 30. Oktober 1959 in Vacha) ist ein deutscher Ingenieur, Politiker (FDP) und ehemaliger thüringischer Landesminister.

## Leben
Bohn studierte von 1981 bis 1985 Maschinenbau an der Technischen Universität Dresden und wurde dort 1990 zum Dr.-Ing. promoviert.
Bohn trat 1982 der LDPD bei und wurde während der Wende stellvertretender Kreisvorsitzender der FDP in Bad Salzungen (1989). Er beteiligte sich an den Demonstrationen in Leipzig und gehörte der ersten freigewählten Volkskammer und dem 11. Deutschen Bundestag an. Bei der Landtagswahl in Thüringen 1990 kandidierte er erfolgreich für die FDP und zog in den Landtag ein. Nach dem Rücktritt von Hans-Jürgen Schultz (FDP) im September 1991 übernahm er dessen Amt als Minister für Wirtschaft und Technik. Dieses Amt musste Bohn nach der verlorenen Landtagswahl 1994 wieder abgeben.
Der Bundesparteitag der FDP wählte Bohn 1995 zum stellvertretenden Bundesvorsitzenden und damit zum Nachfolger von Rainer Ortleb. Zwei Jahre später wurde Bohn durch Cornelia Pieper als FDP-Bundesvize abgelöst. 1997 wurde er zum stellvertretenden Landesvorsitzenden der FDP Thüringen gewählt.
Im Landtagswahlkampf 1999 unterstützte Bohn als stellvertretender Landesvorsitzender die Aufforderung des FDP-Landesvorsitzenden und Spitzenkandidaten Heinrich Arens, der die FDP-Wähler dazu aufrief, mit der Zweitstimme CDU zu wählen und somit eine rot-rote Koalition zu verhindern. Aufgrund dieser Unterstützung diskutierte die Thüringer FDP, gegen Bohn ein Parteiausschlussverfahren einzuleiten, wie im Falle von Arens.
Bei der Landtagswahl 2004 kandidierte Jürgen Bohn erneut für den Landtag auf einem vorderen Listenplatz für die FDP. Bei der Bundestagswahl 2005 bewarb er sich im Wahlkreis 191 (Wartburgkreis, Eisenach, Teile des Unstrut-Hainich-Kreises) als Direktkandidat.
Heute ist Jürgen Bohn Unternehmensberater und Honorarkonsul Ungarns.